# 아이민구

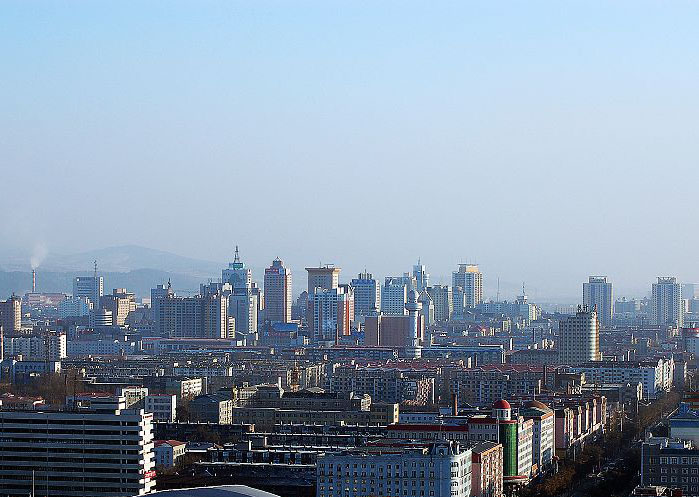

아이민구(한국어: 애민구, 중국어: 爱民区, 병음: Àimín Qū)는 중화인민공화국 헤이룽장성 무단장 시의 행정구역이다. 넓이는 359km2이고, 인구는 2007년 기준으로 240,000명이다.

## 행정 구역
6개 가도를 관할한다.
- 가도: 北山街道, 铁北街道, 向阳街道, 黄花街道, 新华街道, 兴平街道.